# 藤永壮
藤永 壯（ふじなが たけし、1959年 - ）は、日本の歴史学者、大阪産業大学教授。専門は朝鮮近現代史。山口県下関市生まれ。

## 略歴
- 1984年 - 京都大学文学部史学科卒業（現代史学）
- 1991年 - 京都大学大学院文学研究科現代史学専攻博士後期課程単位取得満期退学
- 1992年 - 大阪産業大学教養部講師
- 1996年 - 同助教授
- 2001年 - 大阪産業大学人間環境学部助教授
- 2005年 - 同教授

## 活動
- 朝鮮近現代史に関する研究・著書が多い。いわゆる「嫌韓流」批判の代表的論者の一人であり、複数の著書でその歴史認識を批判している。慰安婦問題に対しても積極的な発言をしている。
- 韓国・中国の学者と協力して、慰安婦記録の国連教育科学文化機関（ユネスコ）世界記憶遺産への登録を積極的に推進している。この活動は韓国政府の女性家族部も推進している。2014年2月9日上海師範大学で開かれた学術会議には、成均館大学東アジア歴史研究所の李信チョル（イ・シンチョル）教授、元中国社会科学院近代史研究所長の歩平ら30人余りが参加した[1]。

## その他
『「マンガ嫌韓流」のここがデタラメ』において、「日清戦争前に朝鮮が中立宣言した事実はない。」、「統計によれば植民地朝鮮での人口増加は44％前後。」、「1894年に李氏朝鮮は賎民解放令を出し、形式的には白丁・奴婢は解放された。」などと一次史料を用いた解説を展開し、「マンガ嫌韓流」の主張を批判している。

## 主な著書

### 共著
- 『韓国の民衆歌謡』（ウリ文化研究所、1988年）
- 『日本の植民地支配』（岩波ブックレット、2001年）
- 『ナヌムの家歴史館ハンドブック』（柏書房、2002年）
- 『東アジアの冷戦と国家テロリズム』（御茶の水書房、2004年）
- 『戦争・暴力と女性3　植民地と戦争責任』（吉川弘文館、2005年）
- 『岩波講座アジア・太平洋戦争4 帝国の戦争経験』（岩波書店、2006年）
- 『「マンガ嫌韓流」のここがデタラメ』（コモンズ、2006年）